# زنانگی (فیلم)
زنانگی فیلم مستندی به نویسندگی و کارگردانی محسن استادعلی است. این فیلم تاکنون موفق به حضور در جشنواره بین‌المللی فیلم کلکته، جشنواره فیلم سالرنو، و زندگی پس از نفت شده است. در ایران نیز این فیلم برنده تندیس شایستگی و دیپلم بهترین فیلم مستند از جشن بزرگ سینمای ایران و لوح تقدیر و جایزه بهترین مستند بلند از جشنواره مستند سینما حقیقت شده بود.این مستند متمرکز بر یک مرکز حمایت از زنان است و داستان‌های متفاوت ساکنان آن را دنبال می‌کند.

## داستان
این فیلم داستان پنج زن به نام‌های «ساناز، سعیده، طلا، لادن و بهشته» را روایت می‌کند که هر کدام داستانی منحصربه‌فرد دارند، اما یک ویژگی مشترک آنها را بهم پیوند داده است؛ همه در یک مرکز حمایت از زنان در جنوب تهران زندگی می‌کنند و همه آنها قصد دارند زندگی خود را برای بهتر شدن تغییر دهند، حتی اگر اندکی.

## افتخارات
| جشنواره                      | تاریخ | محل             | رده         | گیرنده        | نتیجه    |
| ---------------------------- | ----- | --------------- | ----------- | ------------- | -------- |
| جشنواره بین‌المللی فیلم کلکته | ۲۰۲۲  | هند، کلکته      | ‌بهترین فیلم | محسن استادعلی | نامزدشده |
| جشنواره فیلم سالرنو          | ۲۰۲۱  | ایتالیا، سالرنو | ‌بهترین فیلم | محسن استادعلی | نامزدشده |
| زندگی پس از نفت              | ۲۰۲۲  | ایتالیا، ساساری | ‌بهترین فیلم | محسن استادعلی | نامزدشده |